# 圣尼古拉昂福雷
圣尼古拉昂福雷（法語：Saint-Nicolas-en-Forêt，法語發音：[sɛ̃ nikɔla ɑ̃ fɔʁɛ]）是法国摩泽尔省的一个旧市镇。其于1958年由市镇法梅克和朗格沃各划出一块领土组成。1970年，其并入市镇阿扬日。

## 地理
圣尼古拉昂福雷（49°18'49"N, 6°4'44"E）位于法国大東部大區摩泽尔省，该省份为法国东北部内陆省份，是洛林的一部分，西南接默尔特-摩泽尔省，东临下莱茵省，北与卢森堡和德国接壤。
圣尼古拉昂福雷的时区为UTC+01:00、UTC+02:00（夏令时）。

## 行政
圣尼古拉昂福雷的邮政编码为57700，INSEE市镇编码为57766。

## 人口
圣尼古拉昂福雷于1968年时的人口数量为3373人。